# Бантва
Бантва — небольшой городок в регионе Саураштра штата Гуджарат в Индии. 
Город входит в состав округа Джунагадх. Бантва имеет статус муниципалитета (Нагар Палика). Город разделён на семь районов.

## География
Бантва расположена на высоте 20 метров над уровнем моря. Ближайшие города: Нанадия, Лимбуда, Манавадар, Вантали, Джунагадх, Кешод, Вишавада, Кутияна, Дхораджи, Порбандар и Раджкот. Город находится примерно в 10 километрах от Аравийского моря.

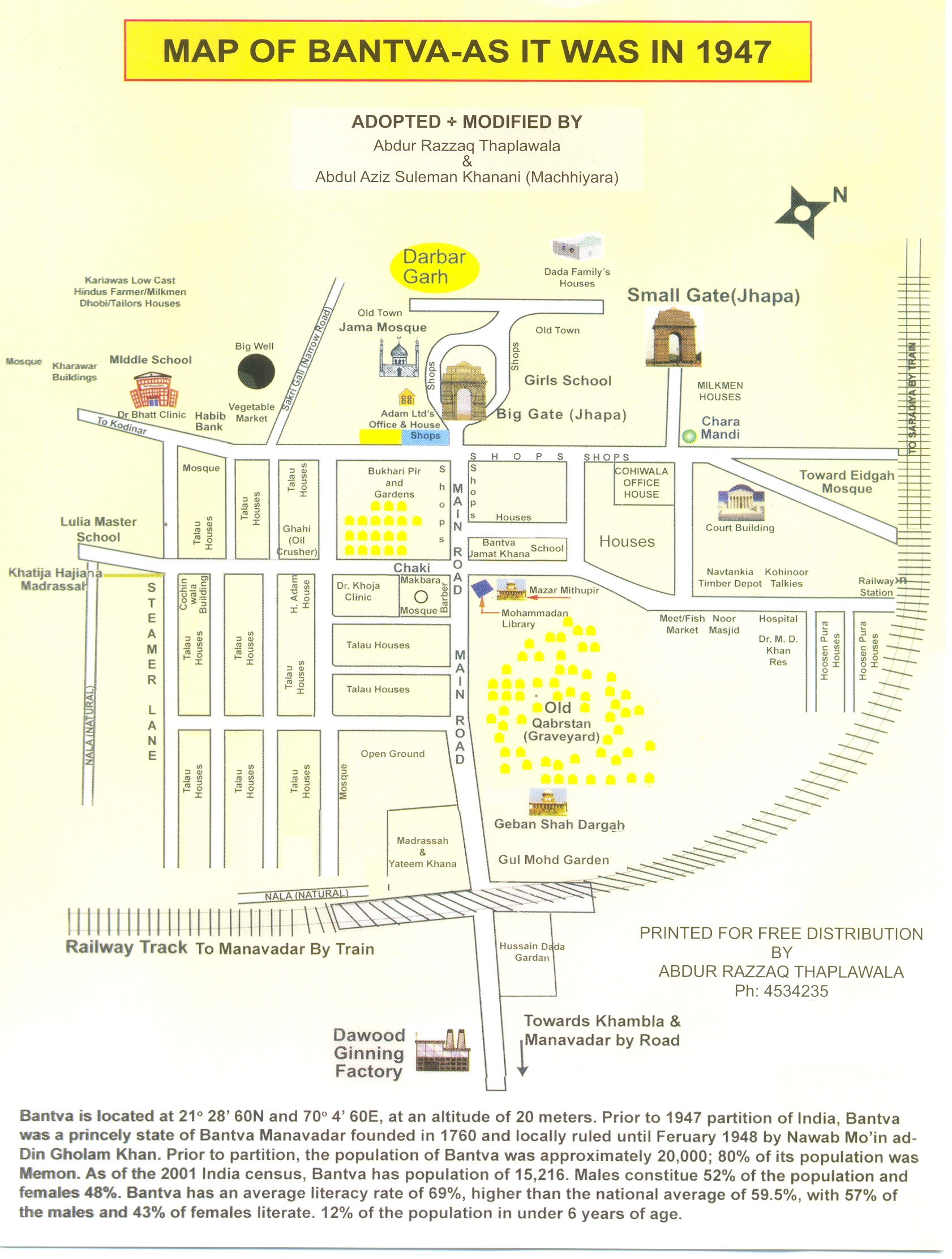
Карта Бантвы 1947 года

## История
Во время британского владычества в 1947 году Бантва входила в состав княжества Бантва Манавадар в Катхияваре, основанного в 1760 году и управлявшегося до февраля 1948 года ханом Химмат-ханом, сыном хана Амир-хана из мусульманской семьи Баби княжества Джунагадх. Управление осуществлялось на местном уровне. В 1947 году Бантва последовала за соседним и более могущественным княжеством Джунагадх в союз с Пакистаном, но это решение было быстро отменено индийской оккупацией и последующим плебисцитом. Пакистан никогда не принимал этого решения.
До 1947 года население Бантвы составляло около 20 000 человек; 80% населения принадлежало к мусульманской общине мемонов, большинство из которых эмигрировало в Пакистан или другие регионы Индии.

## Демография
До 1947 года население Бантвы составляло около 20 000 человек; 80% 80% населения принадлежали к мусульманской общине мемонов, большинство из которых мигрировали в Пакистан.
По данным переписи населения Индии 2001 года, население Бантвы составляло 15 216 человек. Мужчины составляют 52%, женщины — 48%. Средний уровень неграмотности в Бантве составляет 40%. 12% населения моложе 6 лет.
По данным переписи 2011 года, общая численность населения Бантувы составляла 15 291 человек, из которых 7846 мужчин и 7445 женщин. Индуисты составляют большую часть населения города — около 97%, за ними следуют мусульмане — около 2%. Уровень грамотности в 2011 году составил 82,51%.